# Gravilias
Gravilias è un distretto della Costa Rica facente parte del cantone di Desamparados, nella provincia di San José.
Gravilias comprende 11 rioni (barrios):
- Cartonera
- Claveles
- Damasco
- Diamante
- Esmeraldas
- Fortuna
- Fortunita
- Porvenir
- Raya
- Riveralta
- Villa Nueva